# Ковпачка війчаста
Ковпачка війчаста (Encalypta ciliata) — вид мохів порядку ковпачкальних (Encalyptales).

## Поширення
Батьківщиною є Європа, Африка, Північна Америка, Південна Америка, Азія.
Населяє ущелини кислих або нейтральних порід або ґрунтів у захищених або відкритих місцях.

## Характеристика
Стебла до 20 мм. Листя від довгастих до еліптичних, 4–6 мм, краї загнуті нижче середини листка; клітини 10–20 мкм. Коробочкова ніжка 4–14 мм, від жовтого до жовтувато-коричневого кольору. Коробочка циліндрична, 2–3 мм, гладка, звужена нижче гирла, жовтувато-коричнева. Спори 30–40 мкм, коричнево-жовті.